# Yoshikazu Nonomura
Yoshikazu Nonomura (野々村 芳和?, Nonomura Yoshikazu; Prefettura di Shizuoka, 8 maggio 1972) è un imprenditore ed ex calciatore giapponese, di ruolo centrocampista, presidente del Consadole Sapporo.